# ISO 3166-2:AD
Kódy ISO 3166-2 pro Andorru definuje 7 farností.

## Změny
- Věstník I-8 Archivováno 30. 3. 2012 na Wayback Machine. zavádí 7 regionů (farností)

## Seznam kódů
| kód   | název regionu       |
| ----- | ------------------- |
| AD-07 | Andorra la Vella    |
| AD-02 | Canillo             |
| AD-03 | Encamp              |
| AD-08 | Escaldes-Engordany  |
| AD-04 | La Massana          |
| AD-05 | Ordino              |
| AD-06 | Sant Julià de Lòria |